# N32 (Guinea)
Die N32 ist eine Fernstraße in Guinea, die in Niandankoro an der Ausfahrt der N1 beginnt und in Malimane an der Zufahrt zur N6 endet. Sie ist 85 Kilometer lang.